# Anomis olivacea
Anomis olivacea är en fjärilsart som beskrevs av Saalmüller 1891. Anomis olivacea ingår i släktet Anomis och familjen nattflyn. Inga underarter finns listade i Catalogue of Life.